# Thieulloy-l'Abbaye
Pour les articles homonymes, voir Thieulloy et L'Abbaye.
Thieulloy-l'Abbaye est une commune française située dans le département de la Somme, en région Hauts-de-France.

## Géographie

### Localisation
Thieulloy-l'Abbaye est un village picard entre Vimeu et Amiénois.
À vol d'oiseau, la localité est située à 6 km au nord-ouest de Poix-de-Picardie, 26 km au sud-ouest d'Amiens, 32 km au sud-est d'Abbeville et à 44 km au nord de Beauvais.
Le territoire de la commune est limitrophe de ceux de huit communes.
Les communes limitrophes sont Caulières, Croixrault, Éplessier, Fricamps, Hornoy-le-Bourg, Lamaronde, Saint-Aubin-Montenoy et Vraignes-lès-Hornoy.

### Hydrographie
La commune est traversée par la ligne de partage des eaux entre les bassins hydrographiques Artois-Picardie et Seine-Normandie. Elle n'est drainée par aucun cours d'eau.

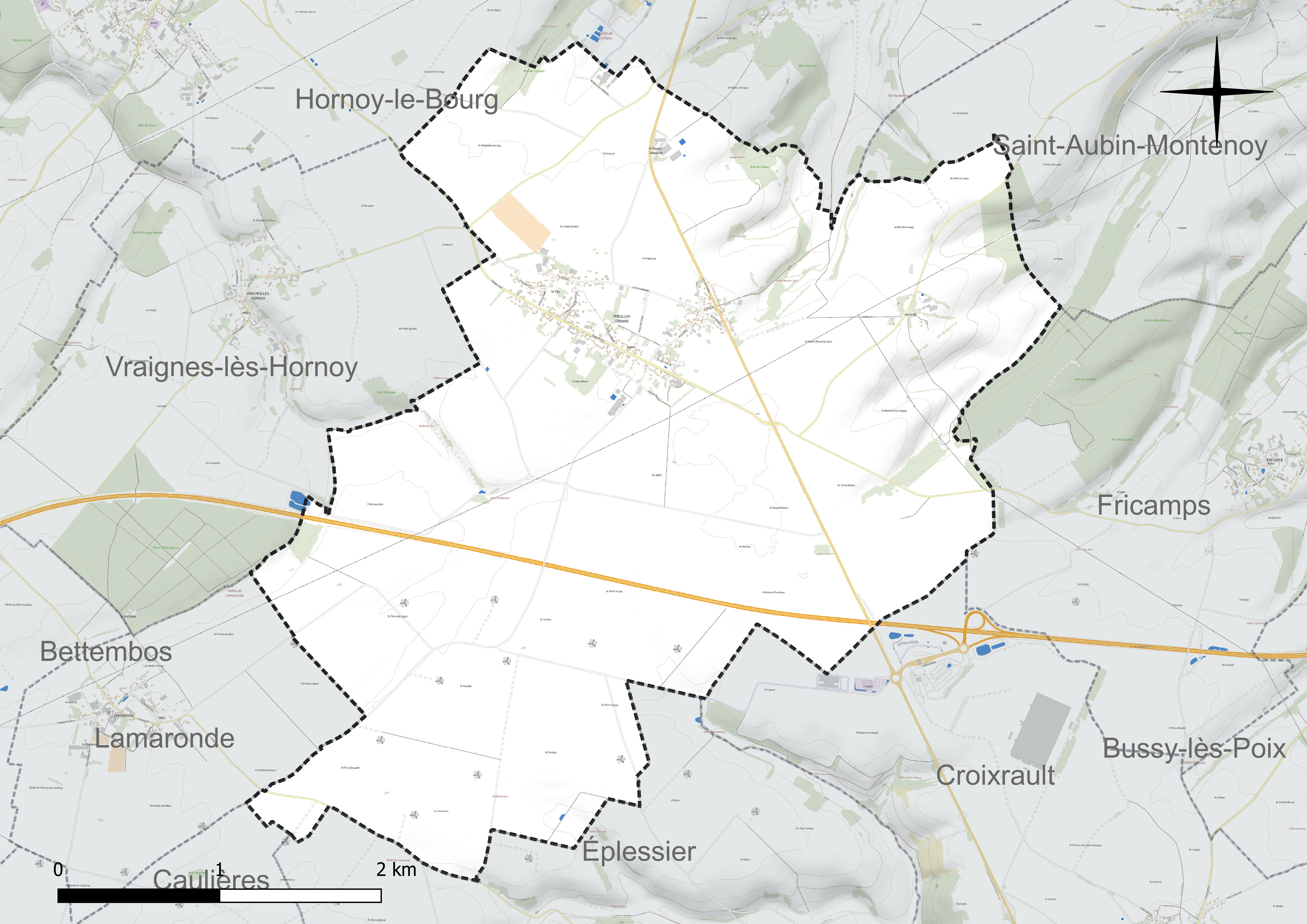
Réseau hydrographique de Thieulloy-l'Abbaye.

### Climat
Pour des articles plus généraux, voir Climat des Hauts-de-France et Climat de la Somme.
En 2010, le climat de la commune est de type climat océanique altéré, selon une étude du CNRS s'appuyant sur une série de données couvrant la période 1971-2000. En 2020, Météo-France publie une typologie des climats de la France métropolitaine dans laquelle la commune est exposée à un climat océanique et est dans la région climatique Côtes de la Manche orientale, caractérisée par un faible ensoleillement (1 550 h/an) ; forte humidité de l'air (plus de 20 h/jour avec humidité relative > 80 % en hiver), vents forts fréquents.
Pour la période 1971-2000, la température annuelle moyenne est de 9,8 °C, avec une amplitude thermique annuelle de 14 °C. Le cumul annuel moyen de précipitations est de 808 mm, avec 12,9 jours de précipitations en janvier et 8,9 jours en juillet. Pour la période 1991-2020, la température moyenne annuelle observée sur la station météorologique la plus proche, située sur la commune d'Oisemont à 19 km à vol d'oiseau, est de 11,1 °C et le cumul annuel moyen de précipitations est de 801,4 mm,. Pour l'avenir, les paramètres climatiques de la commune estimés pour 2050 selon différents scénarios d'émission de gaz à effet de serre sont consultables sur un site dédié publié par Météo-France en novembre 2022.

## Urbanisme

### Typologie
Au 1er janvier 2024, Thieulloy-l'Abbaye est catégorisée commune rurale à habitat dispersé, selon la nouvelle grille communale de densité à sept niveaux définie par l'Insee en 2022.
Elle est située hors unité urbaine. Par ailleurs la commune fait partie de l'aire d'attraction d'Amiens, dont elle est une commune de la couronne,. Cette aire, qui regroupe 369 communes, est catégorisée dans les aires de 200 000 à moins de 700 000 habitants,.

### Occupation des sols
L'occupation des sols de la commune, telle qu'elle ressort de la base de données européenne d'occupation biophysique des sols Corine Land Cover (CLC), est marquée par l'importance des territoires agricoles (96,8 % en 2018), une proportion sensiblement équivalente à celle de 1990 (97,3 %). La répartition détaillée en 2018 est la suivante : 
terres arables (85,7 %), prairies (10,7 %), zones urbanisées (2,7 %), forêts (0,5 %), zones agricoles hétérogènes (0,4 %). L'évolution de l'occupation des sols de la commune et de ses infrastructures peut être observée sur les différentes représentations cartographiques du territoire : la carte de Cassini (XVIIIe siècle), la carte d'état-major (1820-1866) et les cartes ou photos aériennes de l'IGN pour la période actuelle (1950 à aujourd'hui).

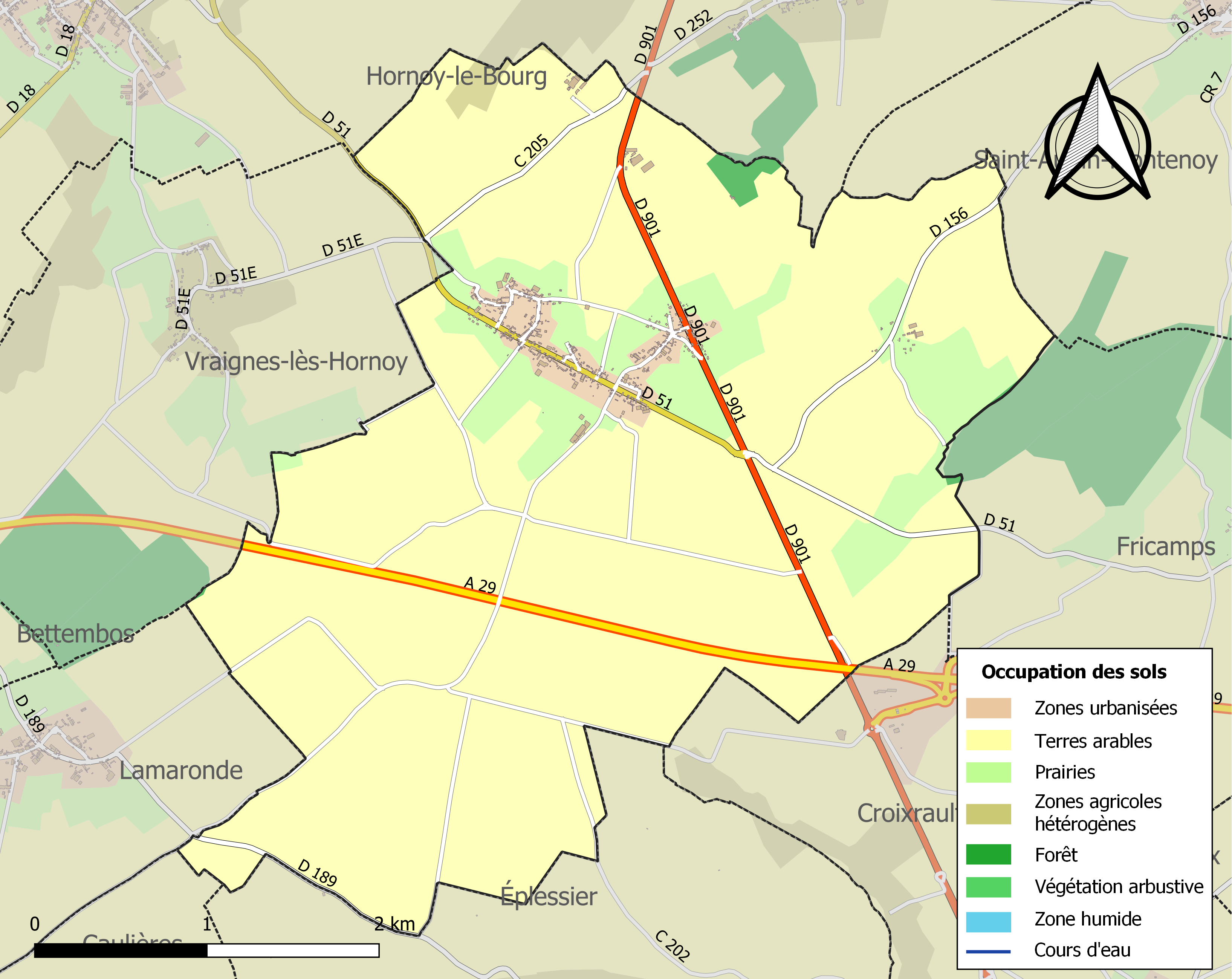
Carte des infrastructures et de l'occupation des sols de la commune en 2018 (CLC).

### Transports routiers
La localité est desservie par la ligne d'autocars no 4 (Blangy-sur-Bresle - Amiens) du réseau Trans'80, Hauts-de-France, chaque jour de la semaine sauf le dimanche et les jours fériés.
La commune est desservie par l'ancien tracé de l'ex-Route nationale 1 (actuelle RD 1001, axe Airaines - Poix-de-Picardie) et la RD 51 (vers Hornoy-le-Bourg). L'autoroute A29 passe à proximité (sortie 13).

## Toponymie
Le nom de la localité est attesté sous les formes Tiuloi (1146) ; Tieloy (1166) ; Tuleium (1200) ; Teguleia (1200) ; Tyeuloy (1252) ; Tyuloy (1252) ; Tiuloy (1263) ; Thuilloy (1482) ; Thieuloy-l'Abbye (1646) ; Thieuloy (1730) ; Thilloy (1729) ; Thieuloi-l'Abbaye (1733) ; Thieuloy-l'Abbaye (1757) ; Thieulloy-l'Abbaye (1763) ; Thieulloy (1790).
Le toponyme désigne, sans doute, une ancienne tuilerie (dérivé de l'ancien français tieule), du latin tegula (« tuile » ) avec le suffixe roman collectif -etum.
L'extension « l'abbaye » au nom du village vient de ce qu'il appartenait à l'abbaye de Selincourt. Il n'y a jamais eu d'abbaye à Thieulloy.

## Histoire
Thieulloy-l'Abbaye est à l'origine composée de deux villages, appelés Fay-lès-Hornoy et Thieulloy-l'Abbaye. Du fait de la proximité, les deux villages se sont étendus l'un vers l'autre pour n'en plus former qu'un, et leur fusion administrative a eu lieu entre 1790 et 1794. À remarquer : Thieulloy-l'Abbaye possède deux cimetières, deux églises (dont l'une en ruine), deux puits.
Le Fay aurait autrefois abrité une communauté ecclésiastique assez importante, dépendant de l'abbaye de Selincourt.

## Politique et administration

### Rattachements administratifs et électoraux
La commune se trouve dans l'arrondissement d'Amiens du département de la Somme. Pour l'élection des députés, elle fait partie depuis 2012 de la quatrième circonscription de la Somme.
Elle faisait partie depuis 1802 du canton de Hornoy-le-Bourg. Dans le cadre du redécoupage cantonal de 2014 en France, la commune est intégrée au canton de Poix-de-Picardie.

### Intercommunalité
La commune était membre de la communauté de communes du Sud-Ouest Amiénois, créée en 2004.
Dans le cadre des dispositions de la loi portant nouvelle organisation territoriale de la République du 7 août 2015, qui prévoit que les établissements publics de coopération intercommunale (EPCI) à fiscalité propre doivent avoir un minimum de 15 000 habitants, la préfète de la Somme propose en octobre 2015 un projet de nouveau schéma départemental de coopération intercommunale (SDCI) qui prévoit la réduction de 28 à 16 du nombre des intercommunalités à fiscalité propre du département.
Ce projet prévoit la « fusion des communautés de communes du Sud-Ouest Amiénois, du Contynois et de la région d'Oisemont », le nouvel ensemble de 37 412 habitants regroupant 120 communes,. À la suite de l'avis favorable de la commission départementale de coopération intercommunale en janvier 2016, la préfecture sollicite l'avis formel des conseils municipaux et communautaires concernés en vue de la mise en œuvre de la fusion.
La communauté de communes Somme Sud-Ouest (CC2SO), dont est désormais membre la commune, est ainsi créée au 1er janvier 2017.

### Liste des maires
| Période                                  | Période                      | Identité       | Étiquette | Qualité                        |
| ---------------------------------------- | ---------------------------- | -------------- | --------- | ------------------------------ |
| 1983                                     | 1995                         | Gilles Canaple |           |                                |
| Les données manquantes sont à compléter. |                              |                |           |                                |
| mars 2001                                | 2014                         | M. Alix Têtu   |           |                                |
| 2014                                     | En cours (au 8 octobre 2020) | Hervé Hesse    |           | Réélu pour le mandat 2020-2026 |

## Population et société

### Démographie
L'évolution du nombre d'habitants est connue à travers les recensements de la population effectués dans la commune depuis 1793. Pour les communes de moins de 10 000 habitants, une enquête de recensement portant sur toute la population est réalisée tous les cinq ans, les populations de référence des années intermédiaires étant quant à elles estimées par interpolation ou extrapolation. Pour la commune, le premier recensement exhaustif entrant dans le cadre du nouveau dispositif a été réalisé en 2006.

En 2022, la commune comptait 382 habitants, en évolution de +4,09 % par rapport à 2016 (Somme : −1,26 %, France hors Mayotte : +2,11 %).
| 1793 | 1800 | 1806 | 1821 | 1831 | 1836 | 1841 | 1846 | 1851 |
| ---- | ---- | ---- | ---- | ---- | ---- | ---- | ---- | ---- |
| 833  | 804  | 831  | 837  | 859  | 861  | 821  | 774  | 737  |

| 1856 | 1861 | 1866 | 1872 | 1876 | 1881 | 1886 | 1891 | 1896 |
| ---- | ---- | ---- | ---- | ---- | ---- | ---- | ---- | ---- |
| 664  | 672  | 614  | 572  | 543  | 525  | 505  | 452  | 422  |

| 1901 | 1906 | 1911 | 1921 | 1926 | 1931 | 1936 | 1946 | 1954 |
| ---- | ---- | ---- | ---- | ---- | ---- | ---- | ---- | ---- |
| 386  | 380  | 338  | 337  | 339  | 327  | 339  | 343  | 338  |

| 1962 | 1968 | 1975 | 1982 | 1990 | 1999 | 2006 | 2011 | 2016 |
| ---- | ---- | ---- | ---- | ---- | ---- | ---- | ---- | ---- |
| 406  | 386  | 370  | 287  | 282  | 276  | 299  | 317  | 367  |

| 2021 | 2022 | - | - | - | - | - | - | - |
| ---- | ---- | - | - | - | - | - | - | - |
| 388  | 382  | - | - | - | - | - | - | - |

### Enseignement
Les communes d'Équennes, Guizancourt et Thieulloy-l'Abbaye ont organisé l'enseignement primaire local en regroupement pédagogique intercommunal.
Lahaye-Saint-Romain et Méréaucourt sont aussi concernés par le regroupement.

## Économie
- La commune abrite de nombreuses éoliennes. Elle est la championne en 2022 des reversements attribués au sein de la communauté de communes[34].

## Culture locale et patrimoine

### Lieux et monuments
- Église de l'Assomption-de-la-Sainte-Vierge du XVIe siècle.
- Chapelle de la Nativité-de-la-Sainte-Vierge, du XVIIe siècle au Fay. C'est la sépulture de Philippe-Claude d'Hallencourt, seigneur du village en 1725[19].

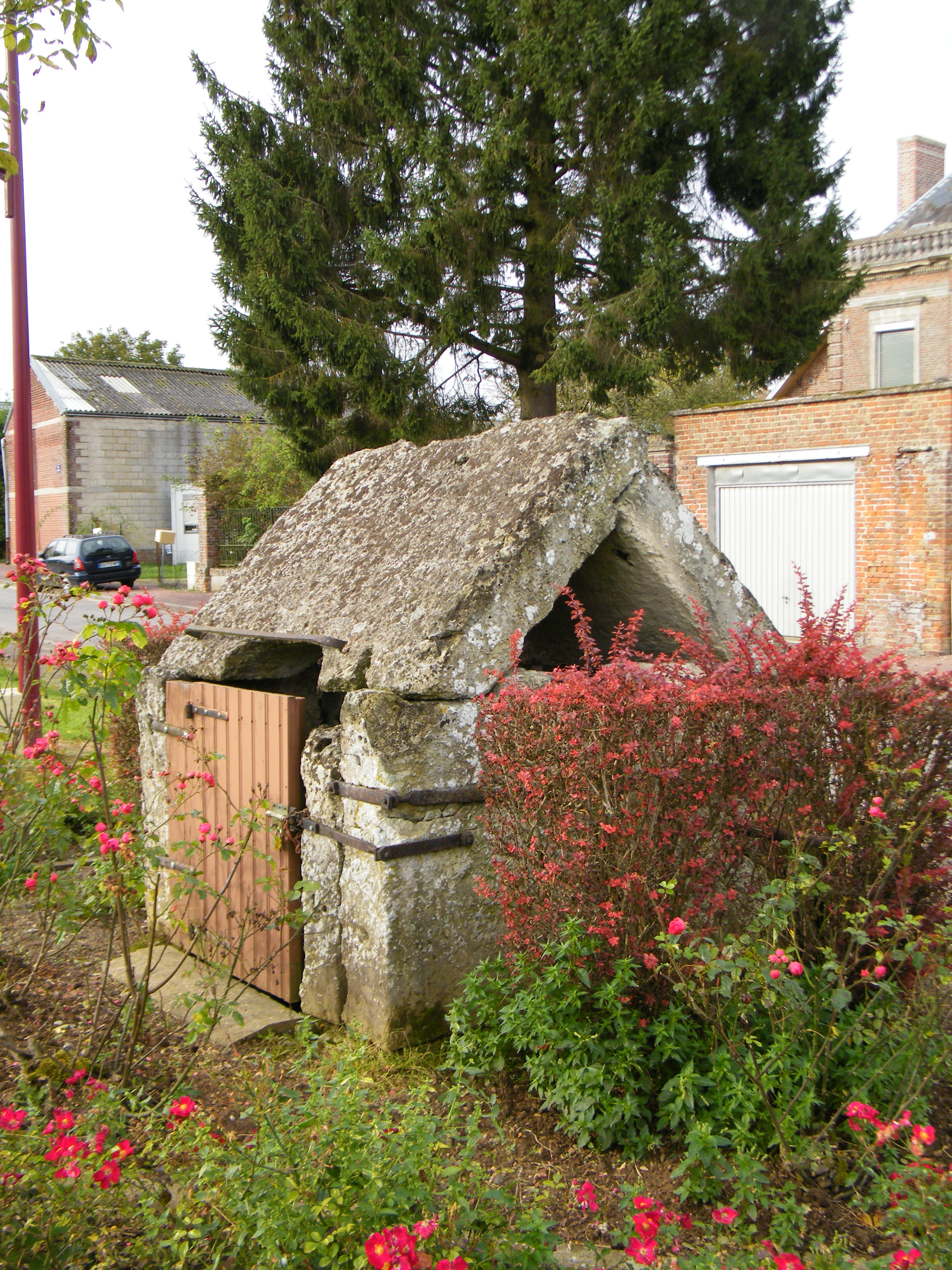
Puits communal.
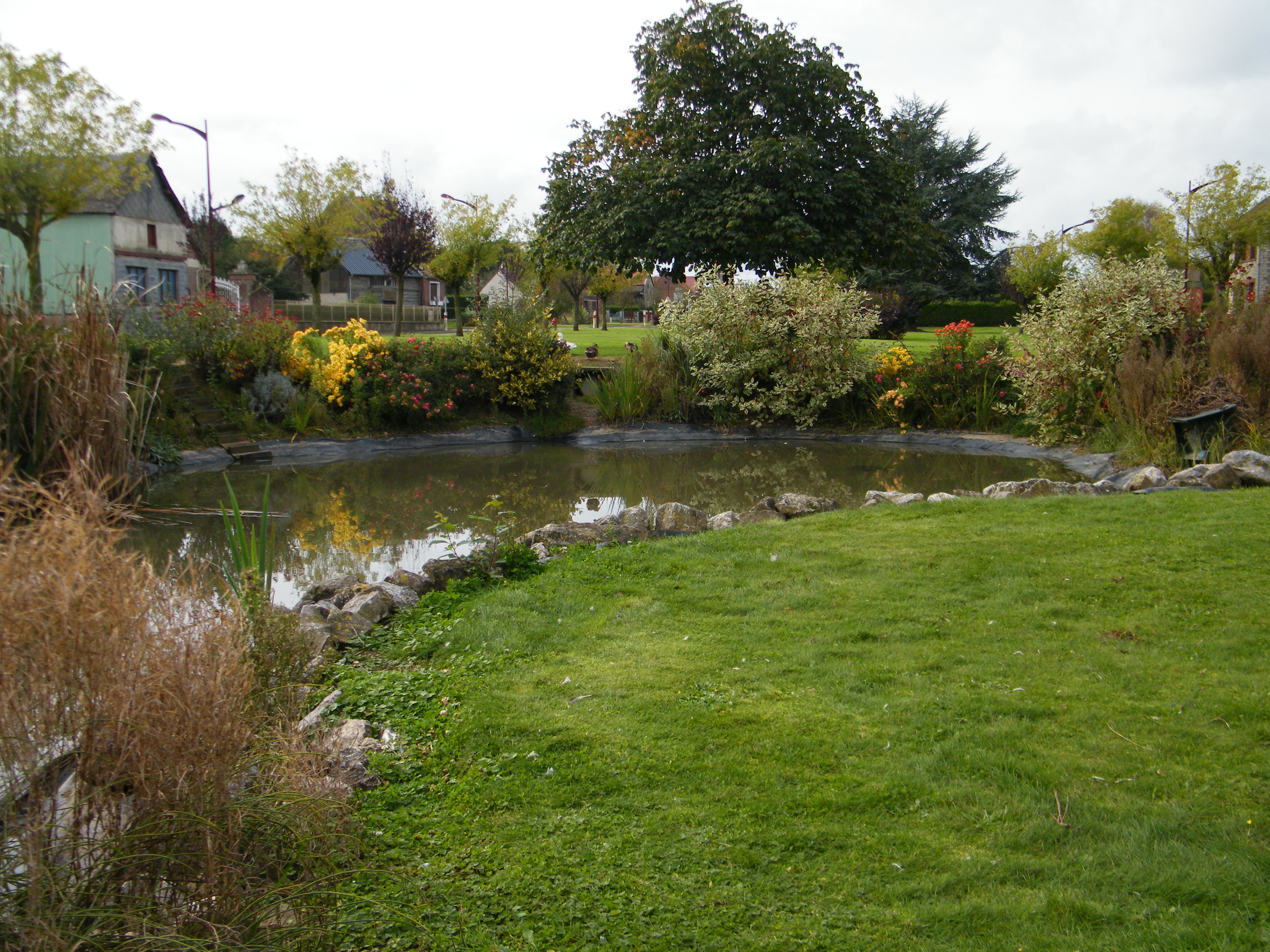
Mare.
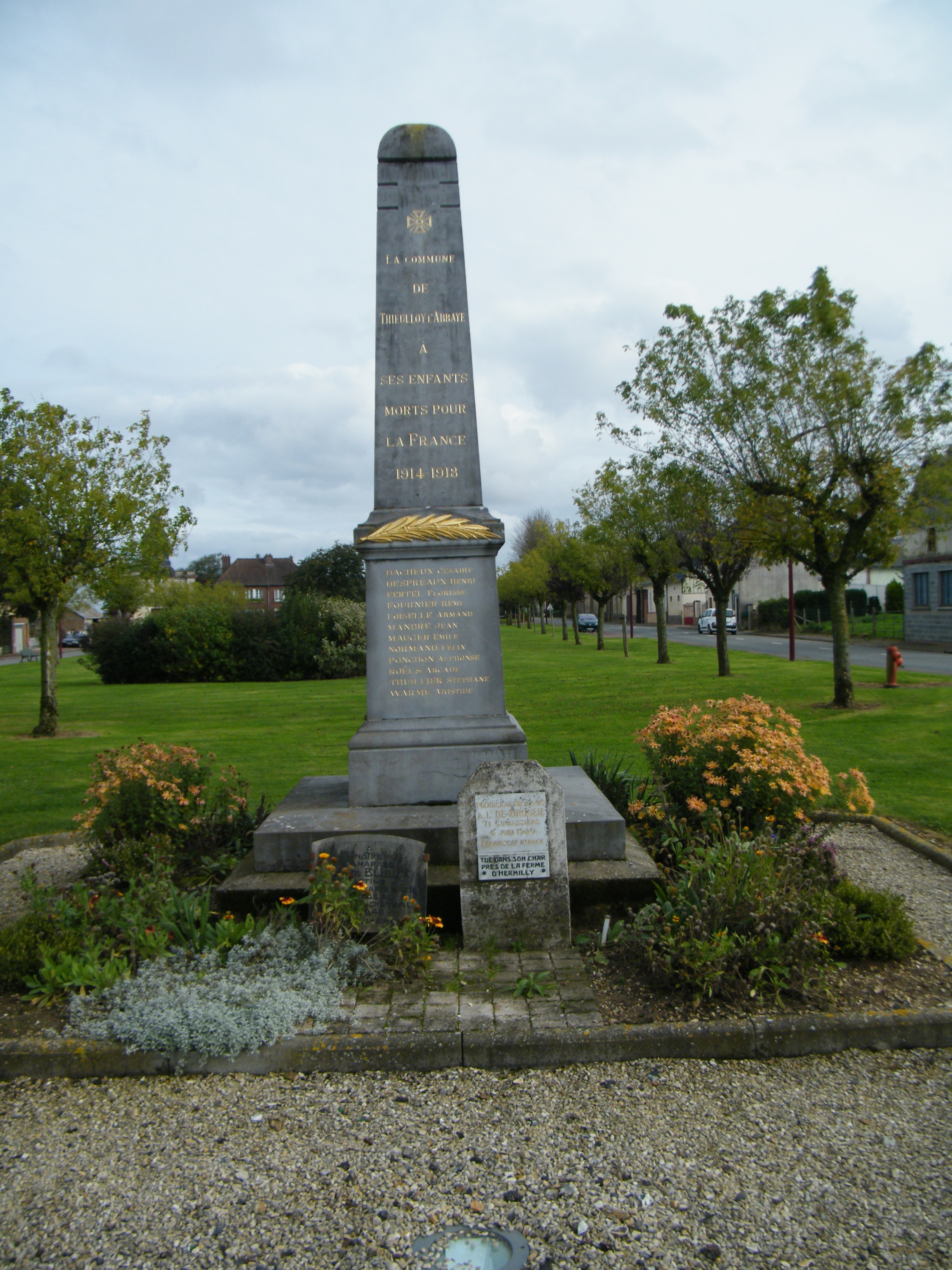
Monument aux morts.
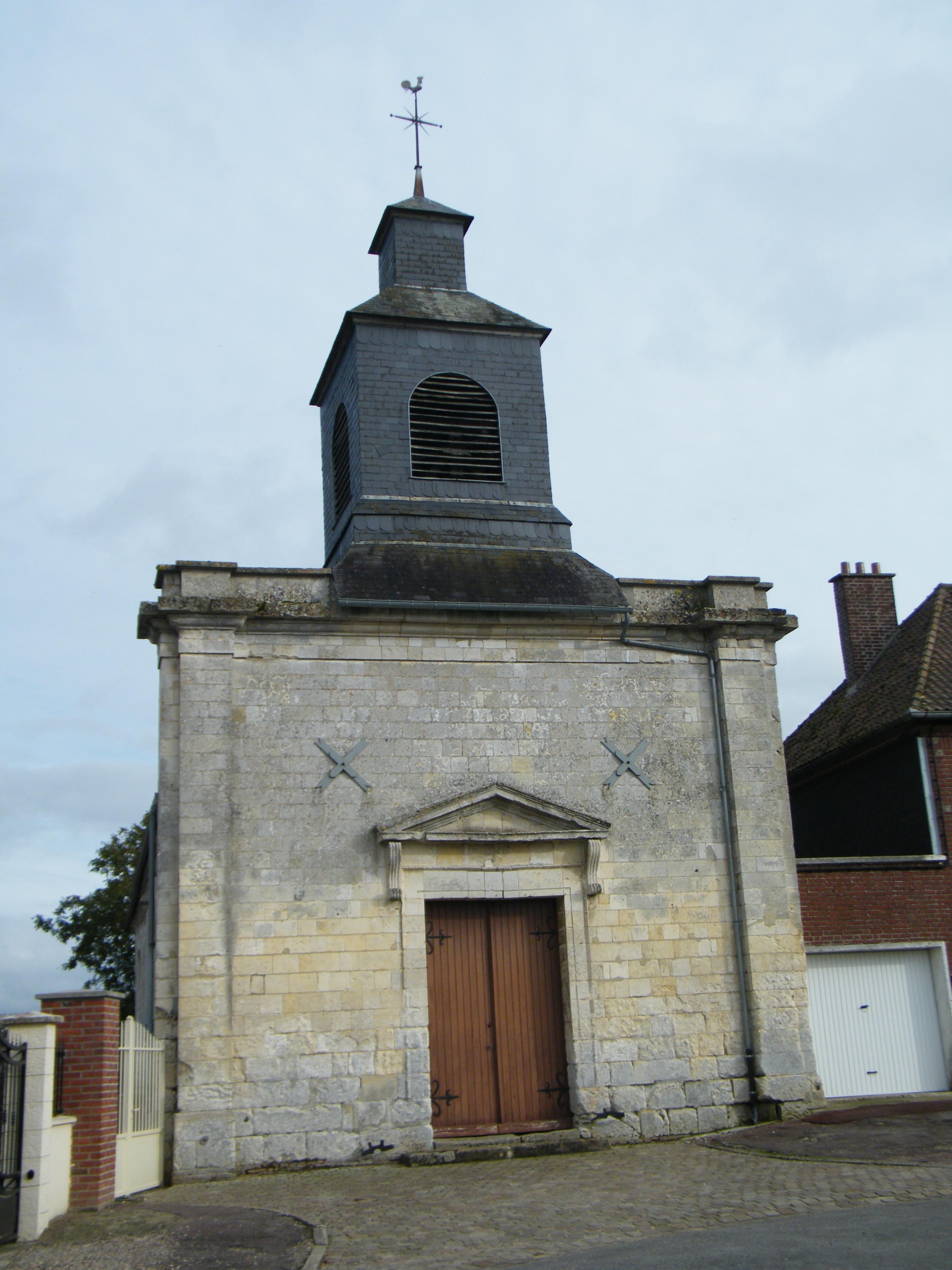
Façade de l'église.
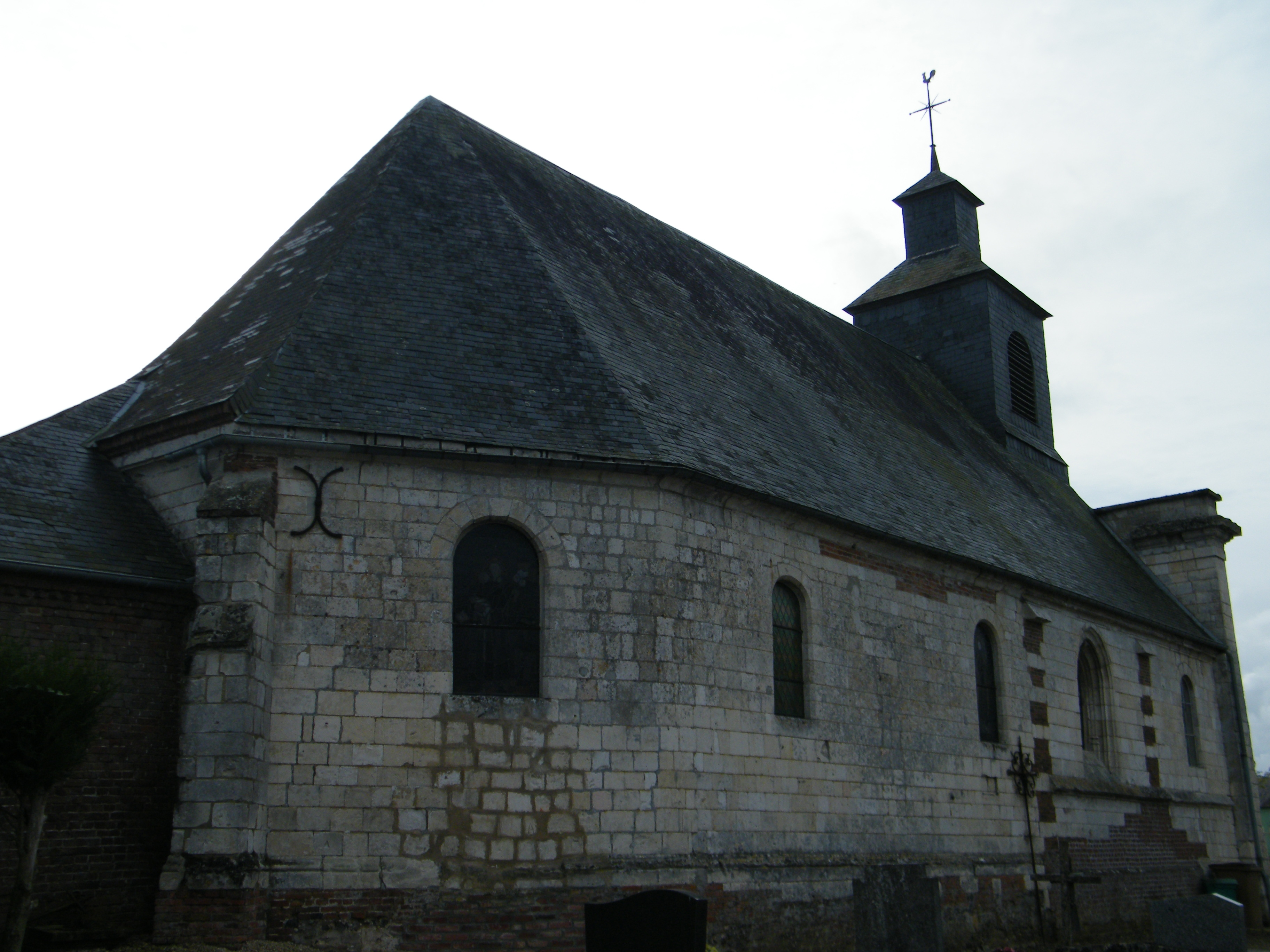
Chevet de l'église.

### Personnalités liées à la commune
- Michel Payen (29 septembre 1915  - 20 février 2002), footballeur français, y est né.
- Pierre Jacquet, chef d'escadron de grosse cavalerie sous le Premier Empire, chevalier de la Légion d'honneur en 1806, né en 1757 à Grivy (Ardennes), décédé à Thieulloy en 1831, conseiller municipal, marié avec Julie Martin de Thieulloy[35].
- François-Nicolas Gentien, sous-lieutenant d'infanterie sous le Premier Empire, chevalier de la Légion d'honneur en 1813, né en 1786 à Thieulloy, décédé en 1847 à Thieulloy[36].